# Automolis flavicincta
Automolis flavicincta är en fjärilsart som beskrevs av Aurivillius 1900. Automolis flavicincta ingår i släktet Automolis och familjen björnspinnare. Inga underarter finns listade i Catalogue of Life.